# Fernando de Noronha
Fernando de Noronha è un arcipelago situato a circa 350 chilometri dalle coste brasiliane, nell'Oceano Atlantico. 
Amministrativamente è un "distretto statale" (distrito estadual) dello Stato di Pernambuco, parte della mesoregione Metropolitana do Recife. È dotato di un proprio statuto, con autonomia amministrativa e finanziaria. Potrà trasformarsi in município quando rispetterà i requisiti previsti dalla legge ordinaria dello Stato. Solo dal punto di vista statistico è elencato nel novero dei comuni.

## Geografia fisica
L'arcipelago è formato da 21 isole, isolette e scogli di origine vulcanica; Le isole principali sono la parte visibile di una catena montuosa sottomarina. La base di questa enorme formazione vulcanica si trova a 756 metri sotto della superficie dell'oceano.
L'isola maggiore, che dà il nome all'arcipelago, si estende su 18 chilometri quadrati, con una lunghezza massima di 10 km e una larghezza massima di 3,5 km, e rappresenta il 91% dell'intera superficie di Fernando de Noronha; le altre isole sono Rata, Sela Gineta, Cabeluda e São Jose, oltre alle due isolette di Leão e Viúva.
Il clima è tropicale, con due stagioni ben definite: la stagione delle piogge, che va da gennaio ad agosto, e la stagione secca, nel resto dell'anno. Sfortunatamente la vegetazione originaria in passato è stata abbattuta: oggi non restano che rampicanti e arbusti. L'attrazione principale consiste nella flora e fauna marina: fra gli altri, si possono vedere tartarughe, delfini e albatros.

## Biodiversità
L'arcipelago ospita due specie endemiche di uccelli: l'elenia di Noronha (Elaenia ridleyana) e il vireo di Noronha (Vireo gracilirostris). Entrambe vivono sull'isola principale, la seconda anche sull'isola di Rata. Inoltre, è presente una sottospecie endemica di columbidi, chiamata Zenaida auriculata noronha. Le due specie endemiche di rettili sono Amphisbaena ridleyi (Amphisbaenidae) e Trachylepis atlantica (Scincidae).

## Storia
La scoperta dell'arcipelago è segnata da molte controversie. Fu avvistato da diverse spedizioni negli anni 1501, 1502 e 1503 e ricevette il nome di Ilha da Quaresma (Isola della Quaresima). Ma il visconte di Santarém riconobbe il merito a Gaspar de Lemos, capitano della nave appoggio della flotta di Pedro Álvares Cabral, rimandato in Portogallo con la notizia della scoperta del Brasile. Gli storici moderni, invece, attribuiscono la scoperta dell'arcipelago alla spedizione del 1501-1502 di Gonzalo Coelho, un navigatore portoghese di cui non si sa nulla, se non che effettuava quel viaggio per conto di Fernao de Noronha (da cui il nome dell'isola), un ricco mercante, a sua volta in rapporto d'affari con i Fugger, i più ricchi mercanti e banchieri del momento. Il navigatore fiorentino Amerigo Vespucci faceva parte della spedizione, al comando di una nave, quasi di certo per conto di mercanti italiani di Lisbona. Un sintetico racconto del viaggio - risoltosi in un disastro, da cui si salvarono solo due navi su sei - si può leggere nella Lettera al Soderini, discusso rifacimento di uno o più documenti vespucciani andati perduti.

Molto tribolata fu anche la storia: nel 1534 l'arcipelago venne invaso dall'esercito inglese, mentre fra il 1556 e il 1612 fu un possedimento francese. Nel 1628 venne occupato dagli olandesi, sconfitti due anni più tardi da una spedizione militare congiunta spagnolo-portoghese, agli ordini di Rui Calaza Borges. Gli olandesi ripresero le isole nel 1635 per impiantarvi un ospedale per le proprie truppe che avevano occupato la costa nord-orientale del Brasile. L'arcipelago venne ribattezzato Pavonia, in onore di Michiel de Pauw, uno dei direttori della Compagnia olandese delle Indie occidentali. Dopo altri 20 anni fu riconquistato dai portoghesi.
Nel 1736, trovando l'arcipelago disabitato e completamente abbandonato, la Compagnia francese delle Indie orientali lo occupò e lo ribattezzò Isle Dauphine. Solo nel 1737, con l'espulsione dei francesi, le isole passarono definitivamente al Portogallo, che decise di fortificarle. Vennero costruite 10 fortezze nei punti strategici, dove era prevedibile un eventuale sbarco di invasori: 9 sull'isola principale e una sull'Ilha de São José. Le fortezze erano collegate da strade in pietra.

Nel 1770 fu fondato il primo insediamento permanente, Vila dos Remédios. Il villaggio era diviso in due parti: nella metà superiore si trovavano gli edifici amministrativi, nella metà inferiore la chiesa e altri edifici a carattere religioso.
Agli inizi del XX secolo gli inglesi fornirono cooperazione tecnica per i collegamenti telegrafici. Più tardi il loro posto venne preso dai francesi e dagli italiani dell'Italcable. Nel 1942, durante la seconda guerra mondiale, l'arcipelago divenne un territorio federale che comprendeva anche l'Atol das Rocas e l'Arquipélago de São Pedro e São Paulo, e la locale prigione accolse prigionieri ordinari e politici. Nel 1988 il 70% dell'arcipelago venne dichiarato parco nazionale marittimo, per preservare ciò che restava dell'ambiente terrestre e marino.
Il 5 ottobre 1988 il territorio federale fu sciolto e assegnato allo Stato di Pernambuco (eccetto l'Atollo Rocas, aggiunto allo Stato del Rio Grande do Norte). Oggi l'economia di Fernando de Noronha dipende dal turismo, regolamentato per la delicatezza del suo ecosistema. Nel 2001 è stato inserito nell'elenco dei Patrimoni dell'umanità dell'UNESCO, insieme con l'Atollo Rocas.

## Normativa
A Fernando de Noronha è dedicata una specifica sezione del capitolo sulle regioni nella Costituzione del Pernambuco. Secondo l’articolo 96, l’arcipelago costituisce una regione dello Stato, nella speciale forma di un distretto statale con autonomia finanziaria.
Il distretto è gestito da un Amministratore Generale nominato direttamente dal Governatore. In concomitanza con le elezioni statali gli isolani eleggono un Consiglio distrettuale di sette membri, i cui poteri sono tuttavia solo consultivi salvo l’approvazione del bilancio. La trasformazione del distretto in un municipio è espressamente rinviata al verificarsi di condizioni future.

## Immersioni
Fernando de Noronha è il sito più famoso di tutto il Brasile per le immersioni. Fra i 25 e i 40 metri di profondità si possono trovare acque calde e un'esuberante fauna acquatica. A circa 30 metri giace il relitto della corvetta brasiliana NAeL Ipiranga, affondata nel 1987.

## Problemi ecologici
La maggior parte della vegetazione originaria è stata abbattuta nel corso del XIX secolo, quando le isole erano usate come prigione, per eliminare possibili nascondigli per i detenuti.
Successivamente sono state introdotte alcune specie aliene:
- lino, da usare come foraggio per il bestiame;
- una specie di lucertola, Tupinambis merianae, introdotta negli anni cinquanta per controllare la popolazione di ratti. L'espediente non ha funzionato, perché le lucertole sono diurne e i ratti notturni. Ora anche le lucertole sono considerate una piaga, visto che si cibano principalmente di uova d'uccello;[11]
- una specie di cavia, Kerodon rupestris, introdotta negli anni sessanta dai militari come obiettivo da cacciare per far divertire i soldati.[12]